# Philippe Malrieu
Pour les articles homonymes, voir Malrieu.
Philippe Malrieu, né le 19 mai 1912 à Carcassonne (Aude) et mort le 27 février 2005 à Toulouse, est un philosophe et psychologue français. Il était également un résistant, un militant de gauche et du Mouvement de la paix.

## Biographie

### L'intellectuel
Fils d'instituteur, Philippe Malrieu fait ses études secondaires au lycée de Carcassonne. Il est lauréat du concours général. Il est élève en classes préparatoires littéraires  au lycée Louis-le-Grand à Paris. Il intègre l'École normale supérieure en 1931. Durant son cursus, il suit les cours de Jean Cavaillès qui influenceront ses choix futurs. Il rencontre également à cette époque plusieurs étudiants qui deviendront de grands noms de la Résistance : Raymond Aubrac, Lucie Aubrac ou Jean-Pierre Vernant. À l'École normale supérieure, il est le condisciple de Georges Pompidou.
Il étudie en 1933 et 1934 en Allemagne, où il suit les enseignements du philosophe Martin Heidegger et assiste à l'avènement du régime nazi. Son diplôme de fin d'études est intitulé "La conception de l'action technique chez Marx et Heidegger".
Il est classé sixième à l'agrégation de philosophie en 1938 et décide de se consacrer à l'enseignement. Il exerce successivement à Colmar (1938-1940), Guéret (1940-1947) et Montpellier (1947-1951). Il soutient sa première thèse en 1950, puis enseigne la psychologie à Toulouse. Il est chargé de cours (1953), puis professeur (1955-1980) à la faculté des lettres de Toulouse. Durant cette période il se lie à des personnalités telles que Ignace Meyerson et retrouve Jean-Pierre Vernant. Dès lors, il travaille au sein de l'Institut de psychologie de la faculté. Il crée et anime pendant de longues années le laboratoire "Personnalisation et changements sociaux" rattaché au CNRS. Il meurt en 2005.

### Le militant
Philippe Malrieu adhère en 1931 aux jeunesses socialistes. Il participe en 1933 aux activités du comité antifasciste de l'ENS créé par le militant communiste Jean Daudin (fils d'Henri Daudin). Il est très marqué par son voyage en Allemagne. Il adhère au parti communiste en 1936.
Enseignant en Creuse en 1940, il a très tôt la volonté et les contacts pour agir dans la Résistance. Selon les témoignages, il est en contact avec les fondateurs du mouvement Libération-Sud, et facilite l'admission de plusieurs militants, dont Albert Fossey-François  en novembre 1941, qui deviendra en 1944 le chef départemental FFI.
Fin 1942, il est membre de l'équipe dirigeante du mouvement Libération-Sud en Creuse. En mars 1943, il est également membre du premier cercle dirigeant des Mouvements unis de la Résistance (MUR). L'instituteur Roger Cerclier (alias Jean Pierre) est chef départemental, Albert Fossey-François est chef adjoint, Elie Piron (alias Rose) est chef de l'Armée Secrète, Émile Labetoule est chargé du noyautage des administrations publiques, Philippe Malrieu (alias Jean-Claude) est responsable du renseignement. Il assure jusqu'à juin 1944 de nombreuses liaisons parfois en dehors du département. Se sentant menacé, il se réfugie le 9 juin 1944, avec sa famille, au village de Chiroux sur la commune de Saint-Léger-le-Guérétois. Il figure avec son épouse sur les listes dressées par la Milice lors de la rafle du 25 juin 1944 qui a lieu à Guéret.
Philippe Malrieu devient membre du Comité local de Libération (CLL-Équivalent provisoire du Conseil municipal) de Guéret en août 1944, et du Comité départemental de libération (CDL) de la Creuse en septembre 1944 au titre des personnalités résistantes. Il siège à la commission de l'information présidée par Gaston Roussillat, et participe à la rédaction de La Creuse Libre publiée par le CDL. Le 1er décembre 1944, il présente une résolution votée par le CDL tendant à dénoncer "l'indulgence dont fait preuve la cour de justice" dans le cadre des procès des présumés collaborateurs.
Lors de l'assemblée départementale de préparation des États généraux de la renaissance française qui se réunit le 24 juin 1945, Malrieu présente un rapport qui a pour thème "La défense de la République". Il est un des membres de la délégation creusoise aux États généraux qui se déroulent du 10 au 14 juillet 1945 à Paris. Enfin, il fait partie des personnalités résistantes creusoises proposées pour l'attribution de la Médaille de la Résistance. Cette décoration lui est finalement accordée par décret du 25 avril 1946.
Après avoir quitté la Creuse, il anime des activités intellectuelles et milite au sein du Mouvement de la paix.

## Publications
- Les émotions et la personnalité de l’enfant, thèse de doctorat, Paris, Librairie philosophique, 1952.
- Les origines de la conscience du temps : Les attitudes temporelles de l'enfant, Paris, PUF, 1953.
- La vie affective de l'enfant, préface de Maurice Debesse, Éditions du Scarabée, 1956.
- L'étude génétique des émotions, Bruxelles, 1957.
- Le développement affectif dans la première enfance, Paris, 1970.
- La formation de la personnalité. Traité de psychologie de l'enfant, t. 5, avec Suzanne Malrieu et  Daniel Widlöcher, Paris, PUF, 1973.
- L'attachement, avec Didier Anzieu, John Bowlby et Rémy Chauvin, Neuchâtel, Delachaux et Niestlé, 1974.
- Traité des sciences pédagogiques 4, Psychologie de l'éducation, avec Maurice Debesse, Gaston Mialaret et Jean-François Le Ny, Paris, Presses universitaires de France, 1974.
- Dynamiques sociales et changements personnels, Paris, Presses du CNRS, 1989.
- Le Développement psychologique de l'enfant et de l'adolescent : références pour l'éducation, avec Louis Not, Toulouse, Éditions universitaires du Sud, 1993.
- La construction de l'imaginaire, L'Harmattan, 2000.
- La construction du sens dans les dires autobiographiques, Ramonville Sainte-Agne, Erès, 2003.
- Rapports aux autrui multiples et différenciateurs dans le processus de socialisation, avec Chantal Zaouche-Gaudron et Hélène Ricaud-Droisy, in Bulletin de psychologie, vol. 57, p. 117, 2004.

## Décorations
- Médaille de la Résistance (Décret du 25 avril 1946)